# 砂のクロニクル
『砂のクロニクル』(すなのクロニクル)は、船戸与一の小説、またこれを原作にした演劇である。1989年6月から1991年1月にかけて週刊誌『サンデー毎日』に連載されたのち加筆修正され、1991年毎日新聞社から書籍化された。
1991年第10回『日本冒険小説協会』大賞受賞(国内部門)、1992年第5回『山本周五郎賞』受賞、1992年『このミステリーがすごい! '93年版』第1位。

## 概要
中東の少数民族クルド人。その独立のための武装蜂起を話の中心にして、クルド・ゲリラのハッサン、革命防衛隊員のサミル、複雑な過去を持つ女シーリーン、そして日本人の武器商人「ハジ」、同じ名前を持つもう一人の「ハジ」の思惑と戦いを描いた、1980年代末期のイランを舞台にした作品である。主人公と目される複数の人物が、それぞれの「正義」のために戦うという内容。
クルド･ゲリラの青年ハッサンはクルド人の国家「マハバード共和国設立という正義」のため。
サミル・セイフは革命防衛隊の小隊主任として、ホメイニ師が唱える「イラン革命という正義」を守るため。
武器商人ハジは、「金という正義」のため。
おのれの信じる正義を貫くため行動する姿を、同時進行で叙述している。皆自分の信じた正義のために戦っているので、いわゆる善悪二元論という敵か味方かという話ではなく、誰がこの小説の主人公か答えにくい作品である。各章（この作品では第○の奏と示している）で登場人物の誰をメインにしているかを表すために、西暦（グレゴリオ暦）の他にペルシア暦（ジャラリ暦）とイスラム暦（ヒジュラ暦）も使用している。
映像化が難しい船戸作品の代表格であるが、その後劇団ピープルシアター、脚本・演出森井睦によって舞台化された。この舞台ではサミルをメインに物語を展開している。

## あらすじ
多様な民族、宗教、国家が密集するカスピ海周辺は、争いの絶えない地域である。イラン・イラク戦争停戦から半年以上が経過した。イラン革命で功績のあったイスラム革命防衛隊では堕落腐敗が横行していた。若き小隊主任サミル・セイフはそんな状況に憤りを感じていた。イラクとの国境に近いケルマンシャーからマハバードに転任してきたサミルに、革命防衛隊のスパイが殺害された事件の捜査が命じられる。被害者宅を訪れたサミルのまえに現れたのは、第二夫人となっていた姉のシーリーンで十年ぶりの再会であった。喜びも束の間、事件についてなんらかの事情を知っている様子だが素知らぬそぶりを見せる姉に、サミルは釈然としないものを感じた。姉の元からの帰途、革命防衛隊の現状を憤る小隊主任たちがサミルに接触してきた。近く決行する蹶起への誘いであった。
ザグロース山脈のケルネク山に基地を構えるイラン・クルドのゲリラたちは、聖地マハバードの奪還とクルド民族の独立国家樹立を悲願としていた。ゲリラ指導者のハッサン・ヘルムートは悩ましい日が続いていた。若手ゲリラの不慮の死、イラクから合流したゲリラのリーダーサラディンとの価値観の違い。マハバードで渡されるカラシ二コフ自動小銃二万挺の取り引きを依頼していた、ハジと呼ばれる東洋人の武器商人と一時連絡が途絶えるなどであった。深夜にマハバードへ進発する晩、ハッサンは基地近くで隠棲する隻脚の東洋人ハジと別れの言葉を交わした帰途、基地に残るサラディンの妹ハリーダに呼び止められた。 
心に硬い意志を握りしめた人間たちは、クルド民族の夢と慟哭の地マハバードへと集束していく。彼らは歴史の暴風のなかで砕け散って砂になる宿命だったのか。

## 主な登場人物

### 西暦(グレゴリオ暦)
ザへダン・テヘラン・ケルネク山・マハバード
- おれ(通称ハジ)　元パレスティナ人民解放戦線メンバー
- アユブ・ザへダニ　イランの密売人元締め
- シーリーン・セイフ　人民戦線フェダイン・ハルクの活動家
- ポラド・ダルヴィシュ　フェダイン・ハルクの軍事理論家
- オマル・ムルク　元国家治安情報局工作員

ロンドン・モスクワ・テヘラン・バクー・バンダルエアンザリ・マハバード
- 駒井克人(通称ハジ)　武器商人
- パトリシア・ラッセル　駒井の交際相手
- エドワード・ゴードン　駒井の連絡係
- ミハイル・ペトロヴィチ・ゴラガシビリ　グルジア・マフィア
- モバダン・アルダシル　ゾロアスター教徒の武器商人
- タマラ・ホジャスカヤ　ソヴィエト社会主義共和国連邦カスピ石油公団管理局船舶部出航調整課副主任
- ユーリー・チェルキノフ　アゼルバイジャン共和国水上交通労働組合船舶協議会代議員補佐
- ケナン・ギュルセルスキー　アゼリ人の輸送タンカー船長

### ペルシャ(ジャラリ)暦
ケルマンシャー・マハバード
- サミル・セイフ　シーリーンの弟、イスラム革命防衛隊小隊主任
- アハマド・バール　サミルの戦友
- ラズマラ・カーン　各地を転戦してきた隊員
- ムスタファ・ラシュワル　ケルマンシャー地区指令
- ガマル・ウラディ　革命防衛隊情報分析部副部長
- ネマトラ・オヴェイシ　マハバード地区指令
- アサドラ・バクラバン　小隊主任
- ニクタブ・デラ二　小隊主任
- オストヴァン・ハニフ　小隊主任

### イスラム(ヒジュラ)暦
ケルネク山・マハバード
- ハッサン・ヘルムート　イラン・クルドのゲリラ指導者
- 二ジャーブ・マリスヴィ　イラン・クルドのゲリラ
- ファラ・マリスヴィ　二ジャーブの母親
- ザカリア・マリスヴィ　二ジャーブの叔父
- ジャマール・ロディン(サラディン)　イラク・クルドのゲリラ
- ハリーダ・ロディン　サラディンの妹、イラク・クルドのゲリラ
- イスカンダル・サルフ　クルド・ゲリラ隊総指揮

## 書籍
- 1991年11月 四六上製本 毎日新聞社
- 1994年11月 (上下巻) 下巻解説/辺見庸 新潮文庫
- 2014年5月 (上下巻) 小学館文庫

## 演劇
- 2006年10月 東京芸術劇場小ホール1 全9公演
- 2011年10月 東京両国シアターχ 全10公演

　脚本・演出 森井陸、制作 ピープルシアター